# Melanotaenia boesemani
El pez arco iris (Melanotaenia boesemani) es una especie de pez ateriniforme de la familia Melanotaeniidae originario del sudeste asiático. La especie fue descubierta por el doctor Marinus Boeseman alrededor de 1955. Luego descrita por Gerald Allen y Norbert Cross en 1980, e introducida en Europa en 1982 por Heiko  Bleher. A partir de allí la especie se reprodujo en cautiverio para su posterior comercialización en todo el mundo como pez ornamental. De acuerdo con la Unión Internacional para la Conservación de la Naturaleza, es una especie en peligro.

## Hábitat
Lagos de poca profundidad y con mucha vegetación de:
1. Indonesia, región de Irian Jaya. Principalmente en los Lagos Ajamaru, Aitinjo y Hain.
2. Australia y Nueva Guinea

## Morfología
Cuerpo con forma de óvalo y comprimido en los laterales. Si bien las aletas no están muy desarrolladas, es un excelente nadador. La boca orientada hacia arriba indica que se alimenta de la superficie. La aleta dorsal está dividida en dos. La anal recorre toda la parte inferior, desde la pélvica hasta el nacimiento de la caudal.  En cuanto a la coloración este pez es espectacular, sobre todo en los machos adultos, aunque estos colores se verán afectados según el estado sanitario, la calidad del agua y el humor del pez. Desde el morro hasta la parte media, varía del violeta hasta el azul oscuro o turquesa, y en la parte posterior es de un amarillo anaranjado y a veces rojo pálido. Tres bandas oscuras atraviesan la mitad de su cuerpo verticalmente. Las hembras son un tanto menos coloridas y poseen una línea negra u oscura que las divide en dos de forma horizontal, desde la aleta caudal hasta el morro.

## Alimentación
Omnívoro, aceptará de inmediato todo tipo de presas vivas que le podamos ofrecer: artemia adulta, daphnias, tubifex, larvas  de mosquito, gusanillos entre otros, como también alimento balanceado en escamas. Se alimenta siempre de la superficie, por lo que no se le deberá suministrar en exceso, ya que lo que caiga al fondo, no lo tomará. Como es un pez  muy voraz, se sugiere dejarlo en ayunas al menos un día en la semana.

## Comportamiento
Pacífico y gregario,  se aconseja mantener en cardumen de al menos  5 ejemplares. Si bien no presenta agresividad con sus compañeros de acuario, es de natación permanente y un tanto nerviosa, por lo que no debería convivir con peces tranquilos y lentos. Algunos ciprínidos como los barbos, serían ideales, siempre y cuando las condiciones físico-químicas del agua sean compatibles.

## Acuario apropiado
De 200 l como mínimo, ya que son excelentes nadadores y de tamaño considerado, ( alrededor de 12 cm ) buena iluminación y con abundante plantación periférica. Un tanto exigente con las condiciones del medio ambiente.  pH  entre 7 y 8, dureza  entre 10 a 15 dGH. Temperatura de 23 a 27 °C. Requiere cambios frecuentes de agua, buena oxigenación y excelente filtrado.

## Reproducción
Relativamente sencilla. Se deberá separar una pareja en un acuario de 100 L o más. La dureza del agua no debería ser mayor a los 10 dGH, de lo contrario los alevines no podrán romper su membrana y morirán aprisionados inexorablemente dentro de su propio huevo.  En general la puesta se producirá en las primeras horas del día, al incrementarse la intensidad de la luz. El macho intensificará sus colores, y si la hembra está interesada en él, se le acercará con movimientos ondulatorios hasta quedar “pegada” a su lado. Luego de unos instantes se separarán violentamente, momento en el cual la hembra arroja los huevos de su interior mientras el macho los fertiliza.  Estos son adhesivos, por lo que quedarán anclados a los adornos y cristales del acuario. La eclosión se producirá  luego de aproximadamente 8 o 10 días .  Los alevines se alimentarán de su saco vitelino durante los 5 días siguientes, luego de lo cual se los puede alimentar directamente con artemia salina recién nacida. (naupilos de artemia).